# 赤富士

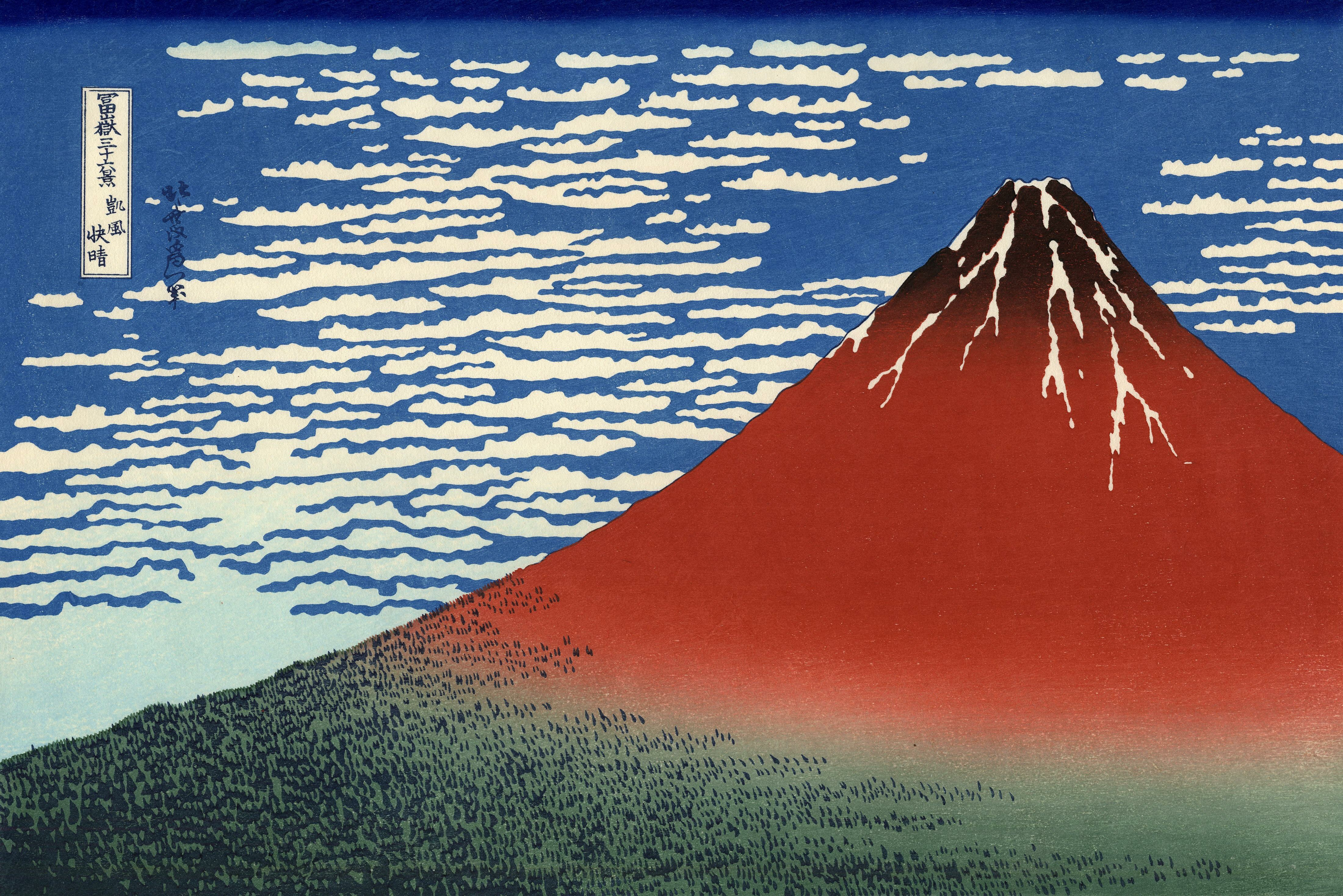
《冨嶽三十六景》之〈凱風快晴〉
描繪赤富士現象的浮世繪名作之一，葛飾北齋繪。

赤富士是指富士山在清晨日光的照耀下呈現紅色的現象，主要發生於晩夏至初秋之間，日本民間視為一種吉兆。
日本至今有不少以赤富士作為繪畫題材的作品傳世，其中以野呂介石於1821年所繪的《紅玉芙蓉峰圖》被認為是最早的畫作之一。